# 哈扎·本·扎耶德体育场
哈札賓札耶德體育場（阿拉伯语：‎）是一座位于阿联酋阿布扎比酋长国艾因市的多用途体育场，现主要举办足球赛事，拥有者是阿联酋职业足球联赛成员艾因足球俱乐部，理论上可容纳22,717人。体育场于2012年3月破土动工，并于2014年完工，现今为艾因足球俱乐部的主场。该体育场亦为2019年亚洲杯足球赛的比赛场馆之一。
哈札賓札耶德體育場占地45,000平方公尺，共七层，被视为中東地區最具特色、最為現代化的体育场馆之一，是当地乃至全世界游客游览阿联酋的旅游目的地之一。2014年，该体育场被StadiumDB.com评为2014年年度体育场。俱乐部的揭幕战于当年5月进行，由艾因足球俱乐部对阵英超劲旅曼城，最终艾因以0－3的比分落败。

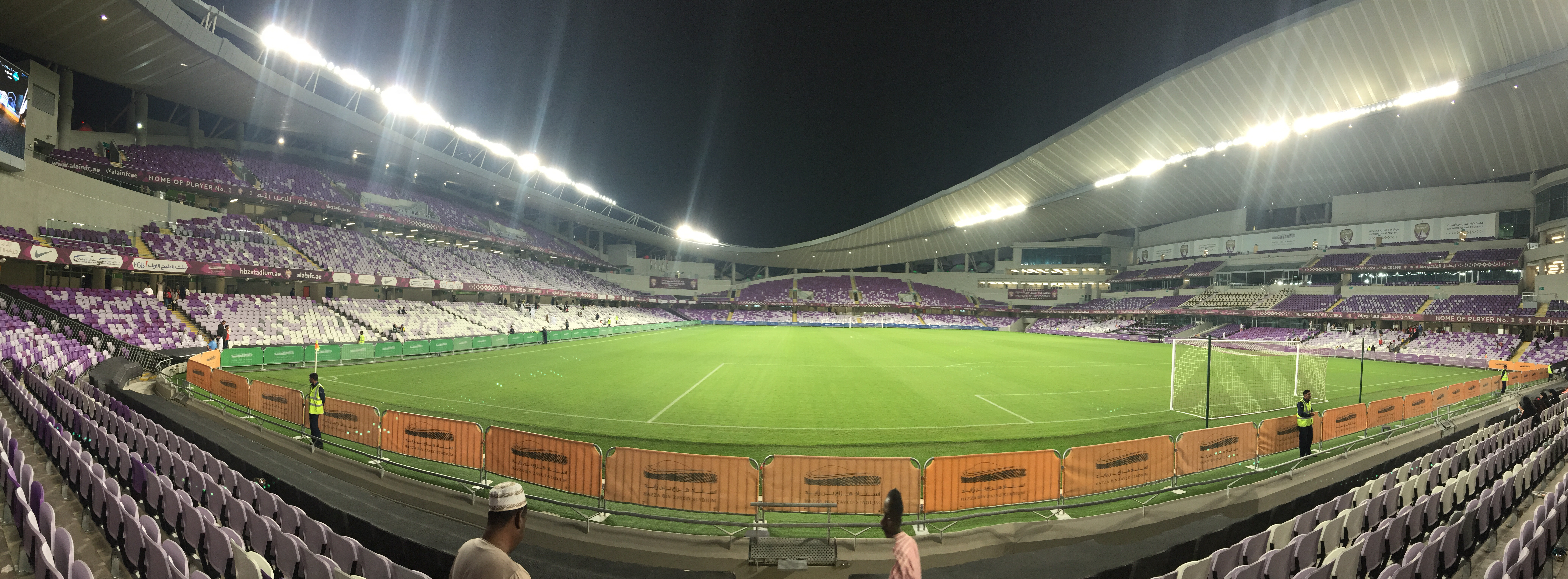
哈札賓札耶德體育場全景摄影